# Grand prix Gobert
Grand prix Gobert je cena Francouzské akademie, která je každoročně udělována za díla o historii Francie. Byla založena nadací barona Napoléona Goberta (1807–1833), syna generála Jacquese Nicolase Goberta.

## Seznam laureátů
| Rok  | Jméno                                                                               | Oceněný titul |
| ---- | ----------------------------------------------------------------------------------- | --- |
| 1970 | Henri Michel Marianne Cermakian Michel Roquebert                                    | L'Histoire de la Seconde Guerre mondiale La Princesse des Ursins, sa vie et ses lettres L'Épopée cathare (1198-1212)     |
| 1971 | Jean Tulard Michel Antoine                                                          | Nouvelle Histoire de Paris : le Consulat et l'Empire Le Conseil du Roi sous le règne de Louis XV                         |
| 1972 | Anne Denieul-Cormier Maurice Baumont                                                | Paris à l'aube du Grand Siècle za celoživotní dílo                                                                       |
| 1973 | Charles Higounet Raoul Girardet                                                     | Histoire de Bordeaux L'idée coloniale en France                                                                          |
| 1974 | Jean Rouvier Georges Gusdorf                                                        | Les Grandes Idées politiques des origines à J.-J. Rousseau L'avènement des sciences humaines au siècle des Lumières      |
| 1975 | Bernard Simiot Louis Chevalier                                                      | Suez, cinquante siècles d'histoire Histoire anachronique des Français                                                    |
| 1976 | Armand Lunel Yves-Marie Bercé                                                       | Juifs du Languedoc, de la Provence et des États français du Pape Histoire des Croquants                                  |
| 1977 | Georges Duby Jacques Bariety                                                        | Le temps des cathédrales Les Relations franco-allemandes après la Première Guerre mondiale                               |
| 1978 | Robert Mandrou Étienne Taillemite                                                   | L’Europe « absolutiste ». Raison et raison d’État (1649–1775) Bougainville et ses compagnons autour du Monde (1766-1769) |
| 1979 | Jean Rouvier Pierre de Gorsse                                                       | Les Grandes Idées politiques de Jean-Jacques Rousseau à nos jours Les Grandes Heures de Toulouse                         |
| 1980 | Pierre Chevallier Ivan Cloulas                                                      | Louis XIII Catherine de Médicis                                                                                          |
| 1981 | Jean Favier Claude Dulong                                                           | La Guerre de Cent Ans Anne d'Autriche                                                                                    |
| 1982 | Pierre Chaunu Edmond Pognon\|Histoire et décadence La Vie quotidienne en l'an mille | |
| 1983 | Jean-François Chiappe Michel Poniatowski                                            | La Vendée en armes Talleyrand et le Directoire                                                                           |
| 1984 | Jean-Denis Bredin Pierre Miquel                                                     | L'Affaire La Grande Guerre                                                                                               |
| 1985 | Pierre Goubert Gabriel de Broglie                                                   | Initiation à l'Histoire de France Madame de Genlis                                                                       |
| 1986 | Marc Vigié Ivan Cloulas                                                             | Les Galériens du roi Henri II                                                                                            |
| 1987 | Pierre Grimal Louis-Eugène Mangin Pierre Antonetti                                  | Cicéron Le général Mangin Sampiero, soldat du roi et rebelle corse                                                       |
| 1988 | Jean-Paul Bled Inès Murat                                                           | François-Joseph La Seconde République                                                                                    |
| 1989 | Jean-François Sirinelli Henri-Jean Martin                                           | Génération intellectuelle Histoire et Pouvoirs de l'écrit                                                                |
| 1990 | Michel Antoine Jean-Luc Chartier                                                    | Louis XV De Colbert à l'Encyclopédie                                                                                     |
| 1991 | Maurice Agulhon Emmanuel de Waresquiel                                              | La République, de 1880 à nos jours Le Duc de Richelieu                                                                   |
| 1992 | Roger Chartier                                                                      | za celoživotní dílo |
| 1993 | Pierre Nora                                                                         | Lieux de mémoire |
| 1994 | Jean Meyer                                                                          | Bossuet |
| 1995 | François Furet                                                                      | Le Passé d'une illusion. Essai sur l'idée communiste au XX                                                               |
| 1996 | Jacques Le Goff                                                                     | Saint-Louis a za celoživotní dílo                                                                                        |
| 1997 | Régine Pernoudová                                                                   | za celoživotní dílo |
| 1998 | Jacques Heers                                                                       | Jacques Cœur a za celoživotní dílo                                                                                       |
| 1999 | Bernard Quilliet Michel Fleury                                                      | La France du beau XVI za celoživotní dílo                                                                                |
| 2000 | Alain Corbin                                                                        | za celoživotní dílo |
| 2001 | Venceslas Kruta Pierre Pierrard                                                     | Les Celtes za celoživotní dílo                                                                                           |
| 2002 | Jean-Jacques Becker                                                                 | za celoživotní dílo |
| 2003 | Jean Lacouture                                                                      | za biografická díla |
| 2004 | Mona Ozouf                                                                          | za historická díla |
| 2005 | Bartolomé Bennassar                                                                 | La Guerre d'Espagne et ses lendemains                                                                                    |
| 2006 | Joël Cornette                                                                       | Histoire de la Bretagne et des Bretons (Le Seuil), a za celoživotní dílo                                                 |
| 2007 | Paul Veyne                                                                          | za celoživotní dílo |
| 2008 | Pierre Blet                                                                         | za celoživotní dílo |
| 2009 | Guy Thuillier                                                                       | za celoživotní dílo |
| 2010 | Jean-Louis Crémieux-Brilhac                                                         | Georges Boris. Trente ans d’influence. Blum, de Gaulle, Mendès France a za celoživotní dílo                              |
| 2011 | Michel Winock                                                                       | Madame de Staël a za celoživotní dílo                                                                                    |
| 2012 | Colette Beaune                                                                      | za celoživotní dílo |
| 2013 | Jacques Julliard                                                                    | Les Gauches françaises                                                                                                   |
| 2014 | Patrice Gueniffey                                                                   | Bonaparte |
| 2015 | Olivier Grenouilleau                                                                | Qu'est-ce que l'esclavage ? Une histoire globale                                                                         |
| 2016 | Daniel Roche Henry Laurens                                                          | Histoire de la culture équestre (XVIe-XIXe siècle) La question de Palestine                                              |
| 2017 | Jean-Pierre Rioux                                                                   | Ils m'ont appris l'histoire de France a za celoživotní dílo                                                              |
| 2018 | Pascal Ory                                                                          | Peuple souverain. De la révolution populaire à la radicalité populiste a za celoživotní dílo                             |
| 2019 | Philippe Joutard                                                                    | La Révocation de l’édit de Nantes ou les Faiblesses d’un État a za celoživotní dílo                                      |
| 2020 | Krzysztof Pomian                                                                    | Le Musée, une histoire mondiale a za celoživotní dílo                                                                    |
| 2021 | François Hartog                                                                     | Chronos. L’Occident aux prises avec le temps                                                                             |
| 2022 | Maurice Vaïsse                                                                      | Le Putsch d’Alger a za celoživotní dílo                                                                                  |
| 2023 | Georges Vigarello                                                                   | Une histoire des lointains. Entre réel et imaginaire a za celoživotní dílo                                               |